# Gold-Rad
Gold-Rad is een Duits historisch merk van motorfietsen.
De bedrijfsnaam was: Fahrradfabrik B. Goldberg, Köln/Rhein.
Gold-Rad bouwde vanaf 1952 lichte motorfietsen en bromfietsen met 49cc-ILO- en Sachs-motoren. Bovendien importeerde Goldberg de Italiaanse Moto Graziella-bromfietsen.